# The Rounder Girls
The Rounder Girls sont un trio vocal féminin autrichien, actif de 1993 à 2013.

## Histoire
Tini Kainrath (de) de Vienne, Kim Cooper de New York et Lynne Kieran (de) de Londres se rencontrent grâce à leur passion du chant de la musique soul, blues et gospel et s'associent en trio en 1993 (Lynne joue aussi des claviers).
Au Concours Eurovision de la chanson 2000, elles représentent l'Autriche avec le titre All to You et se classent 14ème sur 24 participants.
En 2009, elles chantent en compagnie du groupe Global Kryner, qui a représenté l'Autriche au Concours Eurovision de la chanson 2005.
Lynne Kieran meurt le 8 décembre 2013

## Discographie

### Albums
- 1996 : The Rounder Girls Live
- 1998 : Ain't No Mountain High Enough
- 1999 : Songs from the Film and Others
- 2000 : All to You
- 2001 : La dolce vita (Sweet Life)
- 2002 : Unwrapped Around Christmas
- 2005 : Love the Skin You’re In
- 2009 : Global Kryner versus the Rounder Girls
- 2010 : Men
- 2012 : Women